# 等順
等順（とうじゅん、1742年（寛保2年） - 1804年（文化元年）3月25日）は、江戸時代の僧侶、大僧正。
東叡山寛永寺護国院第13世住職、信州善光寺別当大勧進第80世貫主、養源院第11世住職を歴任した。

## 生涯

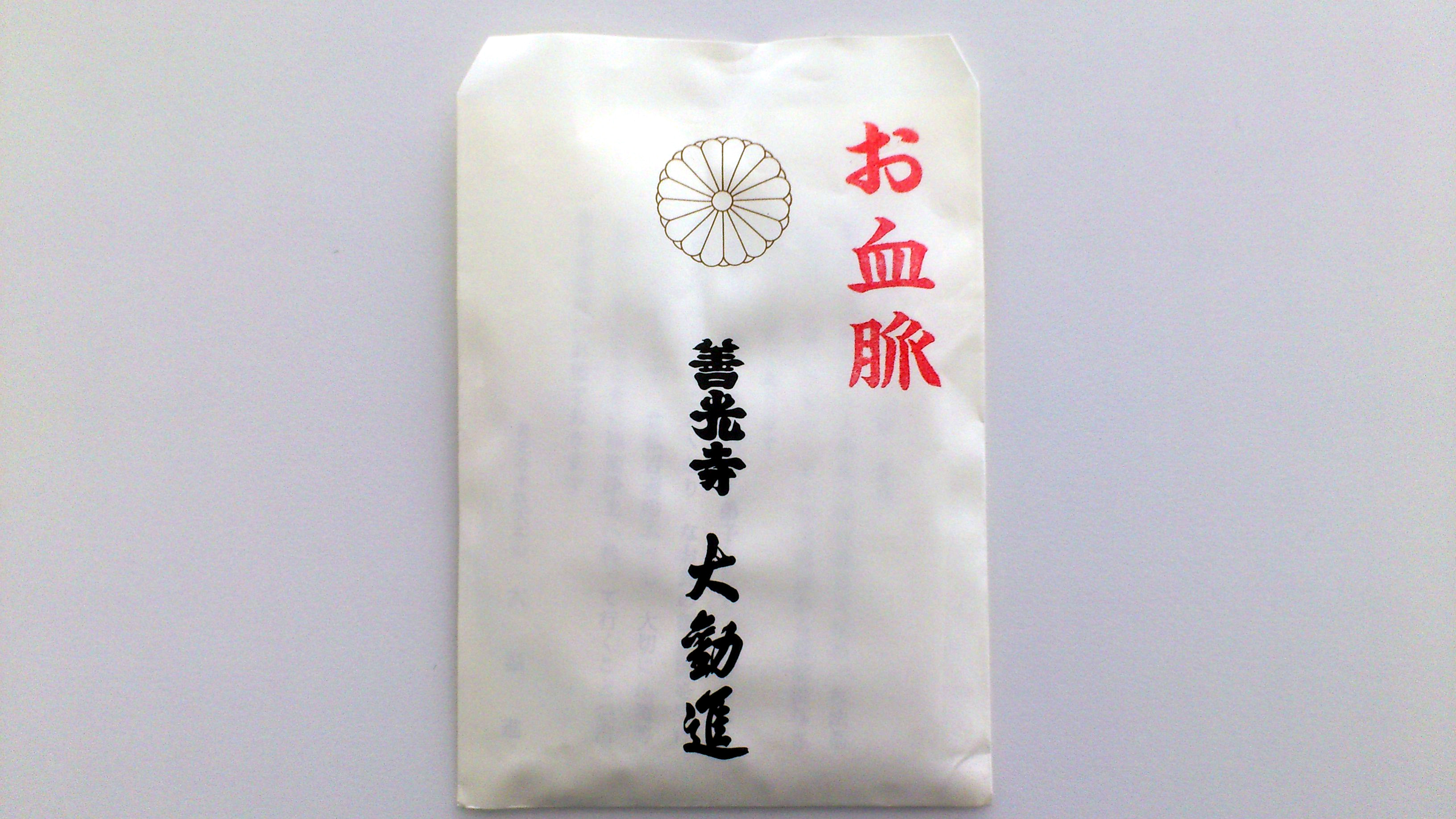
融通念仏血脈譜を簡略、約180万枚授与した「お血脈」

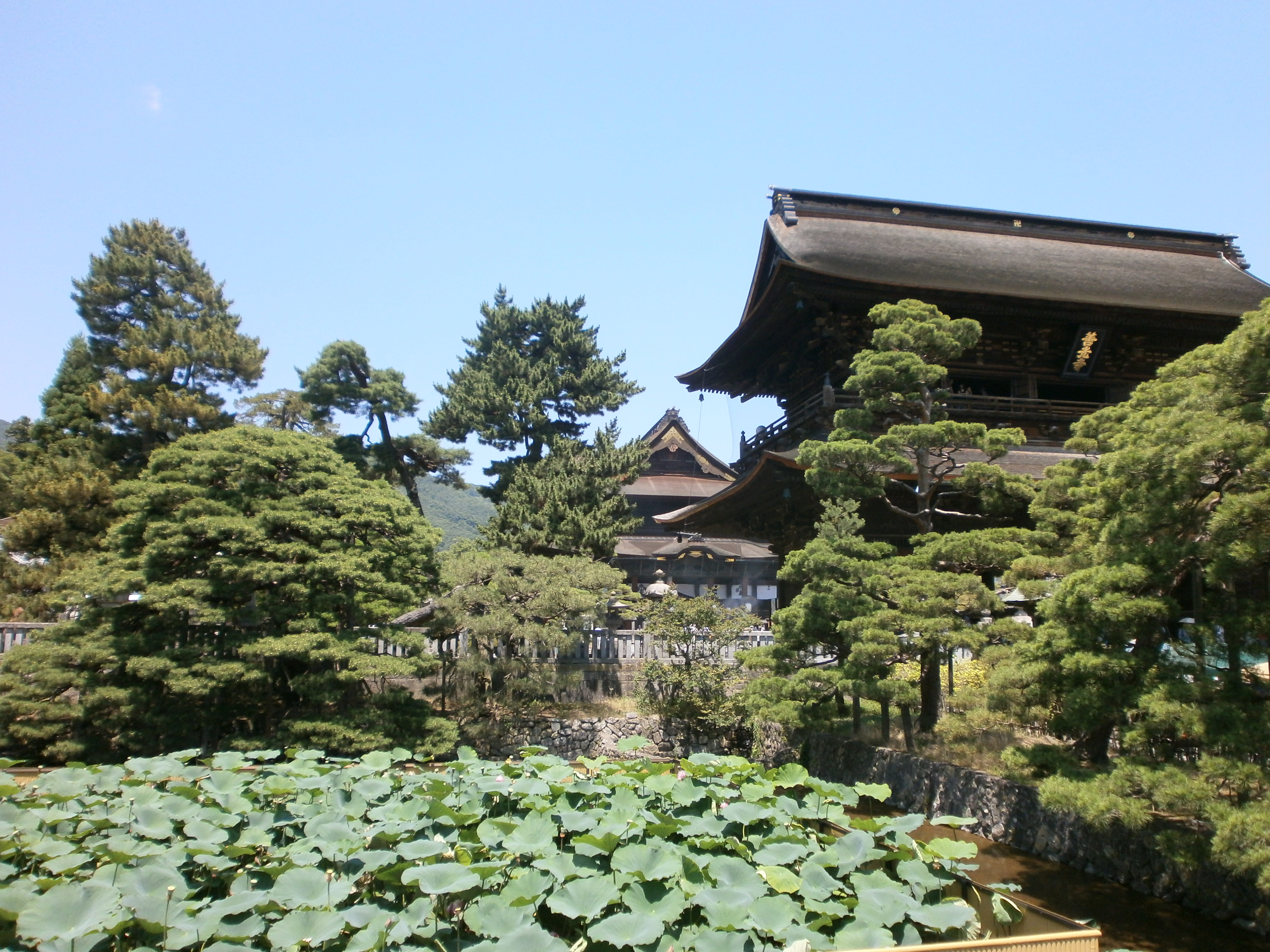
天明大飢饉民衆救済を伝承する善光寺放生池

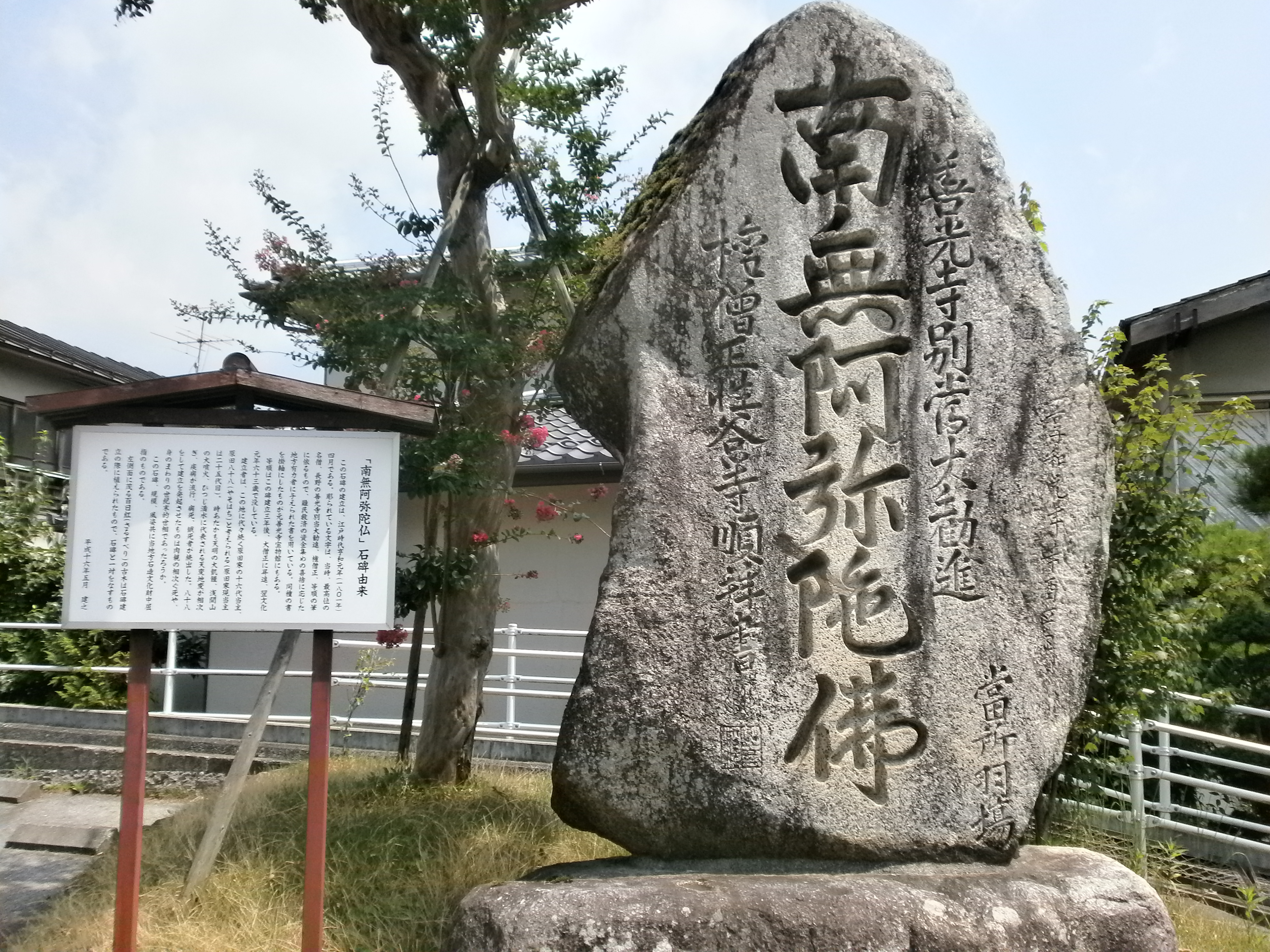
等順名号碑（飯田・砂払温泉）

善光寺の地元信濃国出身、全国の英才が集う大本山の東叡山寛永寺護国院に入寺する。
東叡山護国院の住職を経て、江戸時代では唯一である地元信濃国出身者として信州善光寺別当大勧進第80世貫主に就任する
。
有能なエリート学僧だったが、1783年（天明3年）に起きた浅間山の天明大噴火では、被災地の上野国鎌原村（現・群馬県嬬恋村鎌原）に入り、惨状を目のあたりにする。30日間念仏を唱え、食糧の調達に奔走して計3000人に金銭を施し、1490人の名を記した経木塔婆を贈るなど被災者救済に尽くした等順の活躍は鎌原の人々によって「浅間山噴火大和讃」の中で「聖」として語り継がれ、鎌原観音堂に顕彰碑が建立されている。
浅間山大噴火の被災者に融通念仏の儀式を簡略化して授与した血脈譜は評判を生む。全国的な飢饉の時代に人々の心を平穏にする融通念仏血脈譜を求めて全国から善光寺に参拝者が集まるようになった。
等順一代で180万枚の血脈譜を授与、落語『お血脈』の由来となった。
天明の大飢饉に苦しむ民衆の心に寄り添い、善光寺の蔵米を全て放出して民衆を飢餓から救う。極楽への道筋を可視化するため善光寺を整備、
1785年（天明5年）の浅間山大噴火三回忌の年に善光寺本堂における最初の御開帳を執り行い、四年間に及ぶ全国開国開帳を実施、善光寺信仰を布教する。
全国各地での開国開帳で被災者の融通念仏供養を行ったことで、善光寺信仰は一気に拡大し、多くの寺院が善光寺と結びつき、善光寺は民衆救済の寺として全国から信仰を集めるようになったした
歴代善光寺住職の中でも本堂を再建した慶運と並ぶ「善光寺中興の祖」として、民衆の間に「善光寺信仰」を確立した名僧である。
寛政9年（1797年）、京都の御所に参内して光格天皇に三帰戒及び十念を授け奉る。善光寺退任後は京都養源院にて皇室に尽くした。

## 略歴
- 1742年(寛保2年)、坂口観了の子として信濃国善光寺町に生まれる[8]。
- 1753年(宝暦3年)、12歳で東叡山寛永寺護国院に入寺、周順に師事。
- 1775年(安永4年)、比叡山延暦寺竜禅院住持に拝命。
- 1778年(安永7年）、37歳で東叡山寛永寺護国院第13世住職を拝命。
- 1780年(安永9年）、護国院大本堂「釈迦堂」にて、不断念仏五万日を期す。
- 1782年(天明2年)、大納言・葉室頼熙卿の猶子となり清浄林院を賜う。地元信濃国出身者で近世初めて、信州善光寺別当大勧進第79世貫主に就任。
- 1783年（天明3年）、浅間山大噴火被災地である上野国鎌原観音堂（現群馬県嬬恋村）へ赴き、念仏供養を30日間施行。食糧等を物資調達、被災者一人に白米5合と銭50文を3000人に施す。
善光寺に戻り、天明の大飢饉飢民救済のため、善光寺所蔵の米麦を全て蔵出しして民衆に施す[9]。救済を受けた人々が等順の恩に感謝して、集まり掘ったのが大勧進表大門前にある放生池[10][11][12][13]。
- 1784年(天明4年)2月、融通念仏血脈譜（お血脈）を新たに簡略化して作成、参拝者へ配布を始める[9]。等順は生涯でお血脈を約180万枚授与。落語の題材にもなり、善光寺信仰の全国的普及に大きな役割を果たすことになる[14][11]。
- 1784年(天明4年)7月、本堂にて浅間山大噴火被災者の追善大法要を執行。被災者1490人の名が書かれた経木塔婆を送る[15]。
- 1785年(天明5年)、大開帳法要、念仏堂において回向。本堂における御開帳の始まり[16]。
- 1787年(天明7年)2月、江戸城に登り賀正。
- 1789年(寛政元年)、大勧進表門を建立（旧門は寛慶寺正門として移築）
- 1794年(寛政6年)、国家安全と五重塔再建を志し、如来像を奉戴して4年間に及ぶ回国開帳を実施。飯山、十日町、小千谷、長岡、三条、糸魚川、富山、金沢、福井、小浜、田辺、福知山、鳥取、米子、松江、萩、勝山、笹山、大阪、明石、姫路、龍野、赤穂、岡山、広島、小倉、博多、唐津、大村、長崎、島原、佐賀、熊本、久留米、秋月、宇土、水俣、出水、鹿児島、佐土原、高鍋、竹田、臼杵、佐伯、宇和島、大州、松山、今治、丸亀、倉敷、笠岡、高松、徳島、淡路、兵庫、尼崎、京都、彦根、大津、関、美濃、木曽、松本、飯田、高遠、佐久をまわる。島原では、藩主の願いによって雲仙岳噴火被災者の融通念仏供養を浜辺で行ったように[17]、この等順による回国開帳は、各地の藩主・民衆に大歓迎され、岐阜宗休寺など多くの寺院が善光寺と結びついた。また各地で自然災害、飢饉から民衆の気持ちを軽減するために、各地に名号碑が建てられた。松本地区だけで約50塔存在する[18][19]。
- 1797年(寛政9年)11月7日、京都での回国開帳時に参内。光格天皇に三帰戒及び十念を授け奉り、両女御所に説法を行い、天台座主の青蓮院尊真法親王より、古い御輿を御下賜。この間に万華堂、護摩堂内仏殿再建。
- 1798年(寛政10年)、善光寺に帰山し、本尊出開帳を実施。聖天堂、食堂等建立。
- 1800年(寛政12年)2月1日、江戸城にて将軍徳川家斉に拝謁するが、五重塔の再建は不許可となる。5月上洛し葉室家に参上、参内し光格天皇に拝謁。三千院より大原融通堂の再建協力の依頼を受け、協力を約束。
- 1801年(享和元年)、在職二十年にて善光寺別当を退任、公澄法親王より不軽行院を承る。諭示を賜い、公卿として養源院第11世住職に移ることを命じられ、京都にて皇室に尽くす。
- 1804年(文化元年)3月25日、遷化。比叡山、善光寺、護国院、養源院、寛慶寺に供養塔が建立された[20]。

## 系譜
- 猶父：葉室頼熙大納言（葉室家28代当主。娘の葉室頼子は光格天皇の典侍、礼仁親王の生母。）[21][22]
- 父：坂口観了（坂口家16代当主）
- 弟：法城律師（方広寺）
- 弟：豪海大和尚（日光山法門院住職）
- 弟：法順大和尚（東叡山寛永寺護国院住職）
- 甥：莱順大和尚（遠州蓮華寺住職）
- 遠祖：苅部康則（後北条氏家臣、武蔵国・鉢形城城代家老）康則の孫・吉重が後北条氏滅亡後、先祖と家来の菩提供養のため信州善光寺に向かい、坂口氏を継承した経緯から歴代仏門関係者が多い家門である。吉重二男・初代苅部清兵衛は、徳川家康の命で先祖の領地に戻り、保土ヶ谷宿の本陣・名主・問屋の三役を拝命。1870年（明治3年）まで11代にわたり三役を務め、横浜港開港に大きな役割を果たす。[18]